# Glossario di Fate
Il glossario di Fate contiene i termini specifici utilizzati nelle opere del franchise Fate.

## Avvenimenti

### Guerra del Santo Graal
Le prime guerre del Santo Graal si erano rivelate delle stragi; i maghi che vi prendevano parte, guidati solo dalla sete di potere, avevano dimenticato i propri doveri, e si preoccupavano solamente di vincere indipendentemente dalla sorte che toccava alla città in cui si svolgeva la guerra. Per questo, dalla terza volta in poi, venne nominato un supervisore che aveva il compito di far osservare il regolamento per evitare inutili spargimenti di sangue, solitamente un membro della Chiesa.
Per prendere parte alla sfida, ogni mago, chiamato master, evoca lo spirito di un grande eroe del passato o del futuro, il servant, a cui si lega tramite un patto rappresentato da tre simboli chiamati incantesimi di comando. Il servant mantiene una certa indipendenza, ma è comunque asservito alla volontà del suo master, che può costringerlo a compiere determinate azioni sacrificando uno degli incantesimi di comando.
Se un master esaurisce i suoi incantesimi di comando perde il controllo sul suo servant, sciogliendo di fatto il patto che li legava insieme e quest'ultimo è destinato a scomparire. A differenza di quanto si potrebbe pensare, l'uccisione di un servant non segna la sconfitta anche del suo master. Questi infatti può stringere un patto con un servant che ha perso il proprio master, e quindi, in virtù di questo, è da reputarsi prudente uccidere entrambi gli avversari, per evitare di doverli affrontare nuovamente in futuro.
Il Santo Graal si può ottenere solo partecipando attivamente alla guerra: la reliquia rifiuta di andare nelle mani di un master che si è tenuto lontano dai combattimenti, nell'attesa che gli altri avversari si uccidessero tra di loro.
Dal momento che chiunque assista allo scontro fra due master è destinato ad essere ucciso per mantenere il segreto sulla guerra del Santo Graal, molti master preferiscono combattere di notte.

#### Grande guerra del Santo Graal
Qualora il Graal venisse rubato, l'Associazione può attivare un "sistema di emergenza" che consente loro di evocare sette servant per opporsi ai sette già evocati dai ladri. A quel punto si creano due squadre nemiche, la fazione rossa e la fazione nera. Al termine della Grande guerra, i sopravvissuti della squadra vincitrice devono scontrarsi fra loro.

#### Vera e Falsa Guerra del Santo Graal
La Falsa Guerra del Santo Graal si è verificata a Snowfield quando un'organizzazione di maghi statunitensi ha cercato di imitare il rituale di Fuyuki: il risultato è che le evocazioni dei Servant sono diventate un po' più flessibili, dove questi ultimi non rispecchiano perfettamente la classe sotto cui vengono evocati, oltre al fatto che è assente la classe Saber. L'evocazione dei "Falsi" Servant, tuttavia, serve solo da "innesco" per dare inizio alla Vera Guerra del Santo Graal, che segue le normali regole e con Master accuratamente selezionati. La Falsa e Vera guerra dovrebbero essere eventi separati, ma i Master possono aiutarsi o intralciarsi a vicenda, quindi interferiscono di fatto l'una con l'altra, venendo identificate sia separatamente che collettivamente come Guerra del Santo Graal di Snowfield. Il Graal stesso deve ancora palesarsi, anche dopo l'evocazione dei "Veri" Servant, e lo scopo di questo rituale non è usarlo per esaudire un desiderio ma, semplicemente, far avanzare l'analisi della Terza Magia stessa.

### Guerra sottospecifica del Santo Graal
In una realtà alternativa il Graal maggiore viene rubato da Darnic Prestone Yggdmillennia durante la Terza Guerra del Santo Graal, e dopo averne analizzato i meccanismi del rituale di evocazione diffonde le sue scoperte per il mondo, dando vita a guerre del Santo Graal derivate e più piccole - in Fate/strange Fake Francesca Prelati ha intenzione di ripetere questo procedimento per raggiungere i suoi obiettivi. Le repliche del Santo Graal possono ancora esaudire i desideri, ma non sono in grado di raggiungere la Radice e potrebbero non soddisfare la grandezza del desiderio di uno Spirito eroico, causando, vista la scarsa qualità del Graal, la morte dei Master per mano dei loro stessi Servant, alcuni dei quali rifiutano del tutto l'evocazione. Il numero di Servant evocati varia da due a cinque, e la capacità di mostrare tutto il loro potere dipende dalla qualità delle leyline locali, in gran parte incapaci di eguagliare la qualità di quelle di Fuyuki, oppure dalla fama dei loro luoghi di provenienza, cosa che ha portato i maghi a competere fra loro per ottenere i catalizzatori degli eroi locali. Ognuna delle guerre sottospecifiche ha procedure diverse così come varie regole uniche per ciascuna di esse: un esempio è quella ambientata nel labirinto di Caubac Alcatraz, molto simile a un dungeon dove cinque Servant devono raggiungere il Santo Graal situato nel piano più basso.

#### Doppia Guerra sottospecifica del Santo Graal
Con l'approvazione della Torre dell'Orologio, l'Associazione dei Maghi ha sviluppato e organizzato un nuovo tipo di Guerra del Santo Graal con il sostegno di numerosi maghi di spicco: due Santi Graal sottospecifici vengono collegati letteralmente insieme, consentendo per ogni Master partecipante l'evocazione di due Servant - per un totale di quattro Master e otto Servant ma sempre con tre Incantesimi di comando - e la possibilità di esaudire desideri migliori rispetto a un normale Graal sottospecifico. La guerra è trattata come un evento sportivo ed è trasmessa in streaming a un pubblico di maghi in tutto il mondo, con ore di battaglia designate durante le quali i Master rimangono tutti all'interno di uno specifico luogo, dove vivono insieme per tutta la durata della Guerra e da cui impartiscono ordini a distanza ai loro Servant che si spostano in tutta la città.

## Organizzazioni

### Associazione dei maghi
L'Associazione dei maghi (魔術協会?, Majutsu kyōkai, in inglese Mage's Association) è un'organizzazione internazionale autoconservativa fondata da professionisti delle arti magiche allo scopo di controllare, nascondere e sviluppare le arti magiche stesse. Si divide in tre grandi rami: la Torre dell'Orologio, l'istituto Atlas e il Mare Errante.

#### Torre dell'Orologio
La Torre dell'Orologio (時計塔?, Tokeitō, in inglese Clock Tower) è attualmente il quartier generale e ramo principale dell'Associazione dei Maghi ed esiste da prima dell'anno 0. Ha sede a Londra. All'interno dell'Associazione è la fazione di gran lunga più influente.

#### Istituto Atlas
L'Istituto Atlas (アトラス院?, Atorasu-in) è una scuola di alchimisti. I maghi appartenenti a questa fazione sono noti per la loro totale assenza di etica e per il loro disprezzo per la Chiesa.

#### Mare Errante
Il Mare Errante (彷徨海?, Hōkō Kai) è un conglomerato di fazioni minori. La loro base è una montagna che vaga nell'oceano.

### Santa Chiesa
La Santa Chiesa (聖堂教会?, Seidō Kyōkai) è un'organizzazione religiosa internazionale ispirata alla reale Chiesa cattolica. Il suo ruolo durante le varie Guerre è quello di inviare un supervisore. Ha anche la funzione di dare la caccia ai vampiri.

## Servant
I servant (サーヴァント?, Sāvanto) sono entità che vengono invocate in occasione della guerra del Santo Graal. Sono la concretizzazione di celebri persone defunte del passato o personaggi leggendari; in un'occasione, uno è stato addirittura richiamato dal futuro. Normalmente ne vengono invocati sette, uno per classe. È necessario effettuare un rituale specifico per convocarne uno e stringervi un patto: il mago che lo fa assume il titolo di master. Queste entità hanno una conoscenza automatica del periodo storico in cui si trovano e non possono ricordare le passate Guerre del Graal. I servant sono molto più forti dei maghi umani, ma possono essere uccisi dai loro simili o uccidendo il loro master, poiché è ciò che li ancora al nostro mondo. 
Tutti i servant hanno la capacità di assumere una forma spirituale nella quale sono invisibili e intangibili, incapaci di agire con il mondo materiale, ma che consente loro di vigilare sul proprio master senza essere visti.
La loro forza dipende, oltre che dalla loro individuale potenza, anche da quanta forza magica può essere loro data dal master, ma possono essere ulteriormente rafforzati dalla popolarità della loro leggenda in quella parte del mondo ove sono stati invocati: per esempio, un Miyamoto Musashi evocato in Giappone è più forte che altrove, poiché lì è molto conosciuto, mentre in Europa non riceverebbe questo potenziamento.
Il più importante segreto di un servant è la propria identità, giacché altri potrebbero sfruttare eventuali loro debolezze ben note. Un nemico a conoscenza dell'identità di Achille probabilmente mirerà al suo tallone, giacché è un suo famoso punto debole.

### Classi
I servant hanno una classe. Ne esistono sette "regolari" ed alcune speciali. Durante le Guerre viene evocato un servant per classe; lo stesso servant potrebbe essere evocato sotto due classi diverse, come Cú Chulainn che può essere invocato come Lancer, Berserker o Caster. I membri di una classe di solito hanno caratteristiche comuni, ma esistono eccezioni.
Le sette classi regolari sono:
- Saber (セイバー?, Seibā): questa classe usa una spada per combattere. È generalmente ritenuta la classe più forte. Le abilità di classe sono la cavalcatura, che consente al possessore di guidare qualunque veicolo, e la resistenza magica, che aumenta la resistenza agli incantesimi.
- Archer (アーチャー?, Āchā): la classe che combatte dalla distanza, di solito con arco e frecce, ma non necessariamente: qualunque cosa lanci proiettili va bene, come le pistole di Billy the Kid o addirittura cannoni nel caso di Napoleone Bonaparte. Le abilità di classe degli Archer sono la resistenza magica e l'azione indipendente, che garantisce loro di poter esistere per qualche tempo anche senza un master.
- Lancer (ランサー?, Ransā): l'arma caratteristica di questa classe è la lancia, e coloro che la impugnano sono spesso i guerrieri più rapidi. L'unica abilità di classe è la resistenza magica.
- Rider (ライダー?, Raidā): gli appartenenti a questa classe non sono, di solito, i più forti, ma compensano con potenti armi nobili. La loro abilità di classe è la cavalcatura, grazie alla quale possono sfruttare appieno il potenziale delle loro cavalcature.
- Caster (キャスター?, Kyasutā): i membri della classe sono potenti maghi, o in alternativa persone contraddistinte in vita da creatività ed intelligenza come artisti o inventori. Le abilità di classe dei Caster sono la costruzione degli oggetti, che consente di creare gli oggetti necessari alla loro magia, e la creazione del territorio, che modifica l'ambiente circostante a favore dei loro incantesimi.
- Assassin (アサシン?, Asashin): i membri di questa classe non sono, di norma, grandi combattenti e soccomberebbero presto in un duello normale, il che li porta ad usare tattiche più sottili e a puntare ai master avversari. L'abilità di classe dell'occultamento della presenza consente di celarsi fino al momento dell'attacco.
- Berserker (バーサーカー?, Bāsākā): i Berserker compensano la ragione perduta con la pura potenza distruttiva. Sono eroi che almeno una volta nella vita hanno ceduto alla sete di sangue. La loro abilità di classe è la follia, che li rende fortissimi ma distrugge la loro sanità mentale.

Oltre a queste sette classi, ne esistono alcune "irregolari" che vengono evocate in condizioni particolari.
- Avenger (アヴェンジャー?, Avenjā): una classe animata dal puro spirito di vendetta e dotata delle abilità di classe Self-Replenishmennt, che aumenta la forza del possessore proporzionalmente ai danni ricevuti, e la correzione della memoria, che non fa dimenticare nulla. Il più noto Avenger è Angra Mainyu.
- Ruler (ルーラー?, Rūrā): quando il Graal stesso ritiene che l'autorità della Chiesa non sia sufficiente ad arbitrare la guerra, viene evocato un appartenente a questa classe con questa specifica funzione. Le abilità di classe di un Ruler sono la resistenza magica, True Name Discernement, che permette di conoscere all'istante l'identità di altri servant, e risoluzione divina, che fornisce al possessore due incantesimi di comando per servant.
- Watcher (ウォッチャー?, Wocchā): fino a questo momento ne è stato evocato solo uno in Fate/strange fake e la sua vera identità non è ancora stata rivelata.

### Arma nobile
L'arma nobile di un servant è la sua più potente abilità, nonché parte integrante della sua leggenda ed identità, la rappresentazione della piena potenza di un eroe. Ogni servant ha almeno un'arma nobile, ma molti ne posseggono di più. Esempi possono essere Excalibur di Arturia Pendragon o Gae Bolg di Cú Chulainn. Di solito prendono la forma di armi o oggetti, ma in alcuni casi sono incorporee e prendono una forma solo quando rilasciate, come Legend of Dracula di Vlad III che lo tramuta nel vampiro a lui ispirato. Lo svantaggio principale delle armi nobili è che vanno invocate a gran voce, col forte rischio di svelare la propria identità. Molte inoltre consumano grandi quantità di forza magica, e alcune possono essere usate solo se particolari condizioni si verificano o eseguendo rituali particolari.

### Abilità
I servant possiedono delle abilità, di gradi che spaziano da E- a EX e che determinano l'efficacia di queste. Esistono due grandi gruppi di abilità:
- le abilità di classe sono comuni ad una determinata classe. Se il servant non possedeva quell'abilità in vita, il grado della sua abilità sarà basso;
- le abilità personali sono proprie di un servant ed indipendenti dalla loro classe, anche se più servant possono avere la stessa abilità personale. Sono un riflesso di qualche qualità che avevano in vita.

### Incantesimi di comando
Gli incantesimi di comando (令呪?, reiju) appaiono sulla mano del master quando ha stretto il contratto col servant e prendono la forma di un emblema diviso in tre parti. Rappresentano l'autorità del master sul servant e possono essere utilizzati per imporgli di fare qualcosa, anche se questa dovesse scavalcare la loro volontà. Ogni master ha tre Magie di Comando e se dovesse usarle tutte cesserebbe di fatto di essere un master, diventando solo una fonte di forza magica.

### Annerimento
In caso un servant entri in contatto con la melma che si riversa incessante dal Graal di Fuyuki, verrà annerito, diventando un'esistenza maledetta (o corrotta). I servant corrotti perdono almeno un po' di lucidità mentale, e divengono esistenze fisiche, incapaci di assumere una forma spirituale, ma in grado di esistere senza alcun master. Le loro abilità, non avendo più bisogno di una fonte magica esterna per sostentarsi, vengono incrementate.

## Magia

### Circuiti magici
I circuiti magici (魔術回路?, majutsu kairo) sono ciò che rende un mago tale, consentendogli di incanalare l'energia vitale e manipolarla per creare incantesimi. La presenza di circuiti magici di solito è ereditaria, ma in rari casi è possibile che si manifestino in un bambino privo di maghi in famiglia come una mutazione genetica; tuttavia si rafforzano con le generazioni che passano, pertanto una famiglia antica ha più probabilità di avere potenti esponenti. Sono di fatto organi e possono venir danneggiati, distrutti o persino trapiantati; vengono paragonati ad una sorta di sistema nervoso.
Il numero medio di circuiti nel corpo di un mago è di venti, ma oltre alla quantità, anche la loro qualità è influente: è possibile per un mago avere pochi circuiti magici di ottima qualità ed essere più potente di uno con tanti circuiti di pessima qualità. Manaka Sajō possiede meno di venti circuiti, ma di una tale qualità da essere quasi onnipotente.

### Forza magica
La forza magica (魔力?, maryoku, chiamata anche energia magica) è il mezzo attraverso il quale è possibile attuare gli incantesimi. 
- Mana

Il mana è l'energia magica naturalmente prodotta dall'ambiente. È presente ovunque ed in gran quantità, ma una volta utilizzato ci mette molto tempo a riformarsi.
- Od

L'od è l'energia magica presente nel corpo umano. Si riforma più velocemente del mana, ma non tutti gli individui possono trattenerne la stessa quantità, rendendolo uno dei fattori determinanti nella forza di un mago. Ovviamente, la quantità di od è inferiore a quella di mana e solo piccoli incantesimi possono essere eseguiti usando solo il primo; spesso, un mago utilizza il proprio od per innescare un incantesimo e poi usa il mana per portarlo a termine.

### Emblema magico
Ogni famiglia di maghi possiede un emblema magico (魔術刻印?, majutsu kokuin), all'interno del quale sono conservati tutti gli incantesimi appresi da ogni singolo membro della famiglia. L'emblema magico viene trasferito al futuro capofamiglia e pertanto diviene più denso di informazioni e pertanto prezioso; il processo di trasferimento è simile ad un trapianto e deve essere eseguito su un individuo compatibile. La morte di un portatore di emblema è considerata una disgrazia per la famiglia.

### Occhi magici
Gli occhi magici (魔眼?, magan) sono il risultato di una mutazione, naturale o artificiale, dei circuiti magici nell'area oculare. Gli occhi magici ottenuti alla nascita sono rari, ma più potenti di quelli artificiali. È anche possibile, sebbene illegale, ottenere un paio di occhi magici sul Rail Zeppelin. La famiglia Lerman produce occhi magici artificiali attraverso dei gioielli. Esistono dei dispositivi a forma di occhiali che possono prevenire l'attivazione degli occhi magici o proteggere dall'effetto di quelli altrui.
- occhi magici della percezione della morte: il tipo di occhi magici più potenti, al momento in possesso di Shiki Tono, sono talmente rari da essere considerati alla stregua di una leggenda da molti. Permettono al possessore di vedere il punto debole di qualunque cosa o persona, che se colpito ne causa la morte o la rottura irreparabile;
- occhi magici pietrificanti: pietrificano il bersaglio;
- occhi magici della prigionia: paralizzano le vittime;
- occhi magici del fascino: fanno apparire il possessore come un individuo estremamente attraente;
- occhi magici della compulsione: obbligano la vittima ad eseguire gli ordini del possessore;
- occhi magici dell'incanto: una tipologia di occhi magici comunemente posseduta dai vampiri, in grado di ipnotizzare le vittime;
- occhi magici del fuoco: sono in grado di incendiare il bersaglio;
- occhi magici della distorsione: sono in grado di cambiare la traiettoria degli oggetti in volo;
- occhi magici della premonizione: consentono all'utilizzatore di vedere il futuro;
- occhi magici della retrocognizione: consentono all'utilizzatore di vedere il passato. Un uso troppo frequente causa amnesie nel possessore;
- occhi fatati: due tipologie di occhi magici molto diverse vengono classificati sotto lo stesso nome. Il primo tipo consente all'utilizzatore di percepire informazioni che altrimenti il cervello non potrebbe interpretare, il secondo di vedere le fate, normalmente invisibili.

### Santo graal
Il santo graal (聖杯?, seihai) è ciò che viene donato al vincitore della guerra. Si dice che possa esaudire qualsivoglia desiderio: in realtà, altro non è se non un enorme ammasso di forza magica di cui il mago può disporre, e non è onnipotente. È necessario per colui che esprime il desiderio conoscere il modo in cui verrà esaudito, altrimenti non funzionerà. Dopo la terza guerra del santo graal di Fuyuki, quest'ultimo è stato corrotto da Angra Mainyu, e realizza qualunque desiderio in un modo che porta distruzione.

### Spazio di singolarità
Uno spazio di singolarità (固有結界?, koyū kekkai, in inglese Reality Marble) è un tipo di magia estremamente complessa. Essa permette al suo utilizzatore di erigere una realtà o dimensione con nuove regole e leggi da usare come campo di battaglia, in modo che gli dia vantaggi sul suo rivale. L'esempio più celebre è lo spazio di singolarità Unlimited Blade Works di Archer.